# CEFC China Energy
CEFC China Energy (chinesisch 中国 华 信 能源) ist ein chinesischer Mischkonzern. Mit einem Umsatz von 43,7 Mrd. USD im Jahr 2017 gehört das Unternehmen zu den größten privaten Unternehmen in China. Im Jahr 2014 erwirtschaftete das Unternehmen hauptsächlich Einnahmen aus Öl und Gas (60 %) und Finanzdienstleistungen (25 %), ist aber auch in einer Vielzahl anderer Sektoren tätig, darunter Verkehrsinfrastruktur, Forstwirtschaft, Vermögensverwaltung, Hotelverwaltung, Lageristik, Immobilienentwicklung und Logistikdienstleistungen. Ein großer Teil der Vermögenswerte von CEFC konzentriert sich auf die Märkte in Übersee. Seit 2013 ist das Unternehmen in der Fortune Global 500-Liste gelistet. Das Unternehmen soll enge Verbindungen zur Volksbefreiungsarmee haben.
2018 wurde der Gründer und Geschäftsführer Ye Jianming auf Anweisung von Xi Jinping, dem Generalsekretär der Kommunistischen Partei Chinas, verhaftet und verhört. Im Oktober 2018 wurde berichtet, dass Staatsanwälte behaupteten, dass Wang Sanyun, ehemaliger Sekretär der Kommunistischen Partei in der Provinz Gansu, Bestechungsgelder von Ye Jianming im Jahr 2011 angenommen hätte. Das Unternehmen wurde daraufhin von der Shanghai Guosheng Group übernommen, die von der Stadtregierung von Shanghai kontrolliert wird. Die CITIC Group erwarb später 49 % der Anteile an CEFC China Energy.
Im Mai 2018 kündigte die CITIC-Gruppe an, dass sie die von CEFC Europe an die Finanz- und Bankengruppe J&T Finance Group geschuldete Summe von 450 Millionen Euro innerhalb von Tagen zurückzahlen wird. Da die Schulden jedoch eine Woche später noch nicht bezahlt wurden, gab J&T bekannt, dass sie die Aktionärsrechte übernommen hätten und ein Krisenmanagement bei CEFC Europe installieren werden. Einige Tage später ging CEFC Shanghai mit Anleihen in Höhe von 327 Millionen US-Dollar in Verzug und bot an, die Zahlungen sechs Monate nach Fälligkeit zu leisten. Im April 2018 gab CEFC bekannt, dass es möglicherweise die Hälfte seiner 30.000 Mitarbeiter entlassen muss.

## Investitionen & Beteiligungen
Das Unternehmen hat bedeutende Investitionen in Zentraleuropa gemacht. 2015 erwarb CEFC China Energy 5 % der tschechisch-slowakischen Investmentgesellschaft J&T Finance Group.
Im Jahr 2017 beantragte das Unternehmen die Übernahme von 50 % der Anteile der J&T Finance Group, die jedoch von der Tschechischen Nationalbank abgelehnt wurde, da keine ausreichenden Informationen über den Ursprung der meisten Finanzmittel für das Geschäft vorlagen. Das Unternehmen besitzt außerdem Anteile an der tschechischen Fluglinie Travel Service und Immobilien in Prag.
Im März 2016 kaufte CEFC eine Beteiligung zwischen 50 und 90 Prozent an der tschechischen Online-Reiseagentur Invia, wahrscheinlich mit dem Ziel, die rasch wachsende Zahl chinesischer Touristen zu nutzen, die Prag besuchen. Das Unternehmen kontrolliert zudem den tschechischen Fußballklub Slavia Prag, an dem es seit 2016 99 % der Anteile hält. 2018 wurde der Verein an die CITIC Group verkauft.
Im Jahr 2017 wollte CEFC einen Anteil von 14,16 % an dem russischen Ölproduzenten Rosneft für rund 9 Milliarden US-Dollar erwerben. Später scheiterte der Deal an finanziellen Problemen.
CEFC besitzt rund 20 % an der in Singapur ansässigen Derivatebörse Asia Pacific Exchange.